# Justin Wilson
Justin Wilson (ur. 31 lipca 1978 roku w Sheffield, zm. 24 sierpnia 2015 w Allentown) – brytyjski kierowca wyścigowy.

## Życiorys

### Początki kariery
Justin Wilson rozpoczął ściganie od kartingu w 1987 roku. Na początku lat 90. startował przez kilka lat w Formule Vauxhall w zespole Paul Stewart Racing. Kolejnym krokiem w karierze była Formuła Palmer Audi w roku 1998 w której zdobył mistrzostwo w pierwszym sezonie startów. W 1999 roku rozpoczął starty w Formule 3000. W pierwszym sezonie zajął 20. miejsce w klasyfikacji zdobywając 2 punkty. W roku 2000 był już piąty, zdobywając przez cały sezon 16 punktów. W końcu w roku 2001 został mistrzem Formuły 3000, z rekordową przewagą nad drugim zawodnikiem w klasyfikacji (zdobył 71 punktów, drugi w klasyfikacji Mark Webber zdobył 39).
Pomimo tego sukcesu, nie udało mu się od razu awansować do Formuły 1, przeszkodą był jego bardzo wysoki wzrost jak na kierowcę wyścigowego – 192 cm. Tak więc rok 2002 spędził ścigając się w World Series by Nissan i zajmując w końcowej klasyfikacji czwarte miejsce. Testował też w tym roku dla zespołu Minardi.

### Formuła 1
Na sezon 2003 zespół Minardi przygotował z myślą o Wilsonie nieco większy bolid i podpisał z nim kontrakt. Wyniki zespołu nie były zbyt dobre jednak Wilson pokazał się z dobrej strony, nie ustępując umiejętnościami doświadczonemu Josowi Verstappenowi. Na ostatnie pięć wyścigów sezonu przeszedł do zespołu Jaguara, zmieniając tam Antônio Pizzonię. W Grand Prix Stanów Zjednoczonych zajął ósme miejsce co dało mu jego pierwszy i jedyny punkt w Formule 1.

### Champ Car
Wilson nie utrzymał miejsca w Jaguarze na kolejny sezon Formuły 1, ponieważ Ford (właściciel zespołu) ograniczył nakłady finansowe i zespół szukał kierowcy który "przyprowadzi" sponsora (ostatecznie wybór padł na Christiana Kliena). W tej sytuacji Wilson przeniósł się do serii Champ Car i w sezonie 2004 wystartował w barwach zespołu Conquest Racing.
Rok 2004 zakończył na 11. miejscu w klasyfikacji i na następny sezon przeniósł się do zespołu RuSPORT w którego barwach odniósł pierwsze zwycięstwo (podczas wyścigu w Toronto). W klasyfikacji sezonu 2005 zajął trzecie miejsce, a w następnym roku był już drugi. W sezonie 2007 zespół RuSPORT połączył się z innym zespołem startującym w serii Champ Car – Rocketsports Racing. Nowy zespół przyjął nazwę RSPORTS, a Wilson w jego barwach zdobył kolejny tytuł wicemistrzowski.

### IRL IndyCar Series

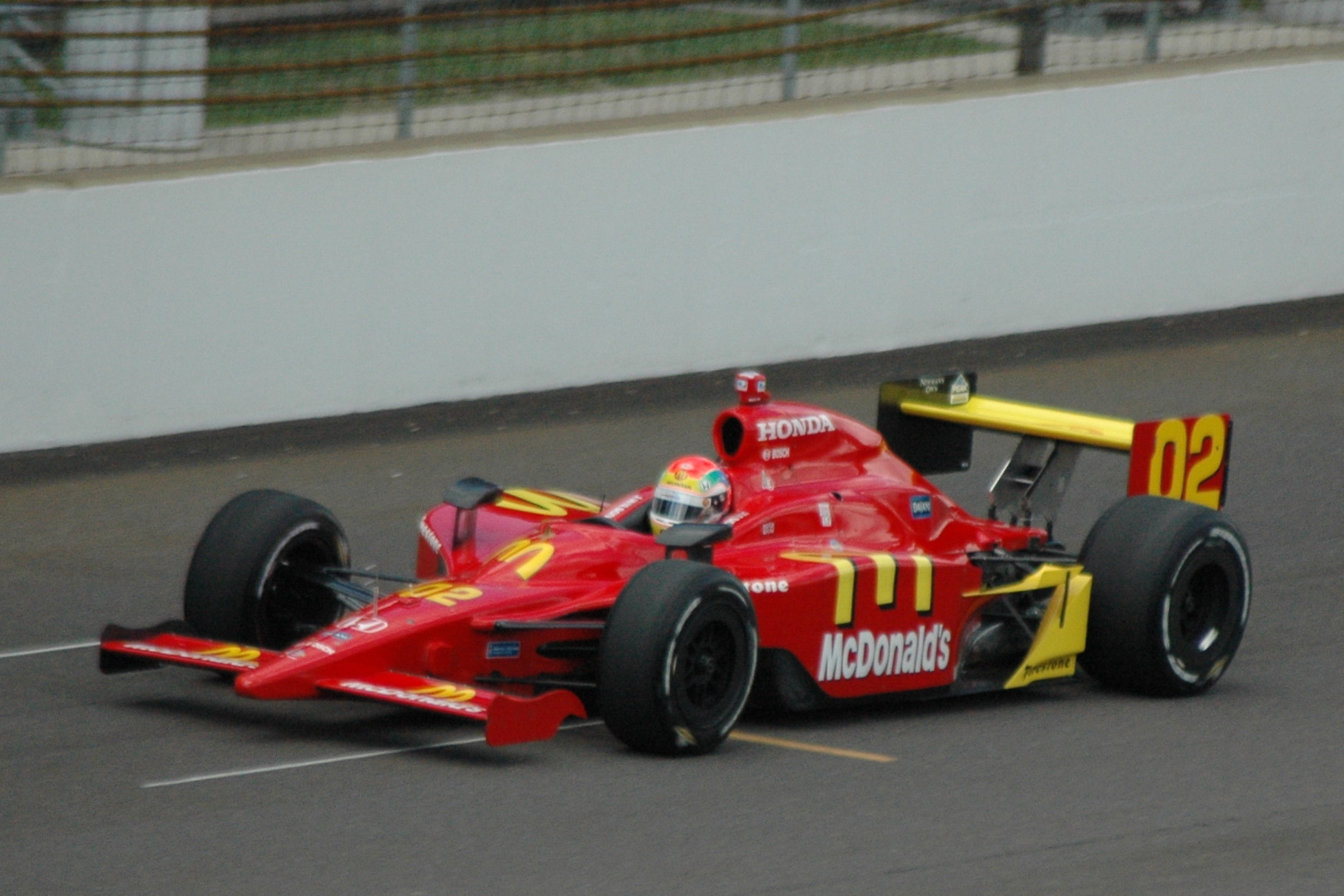
Wilson podczas przygotowań do Indianapolis 500 (2008)

Pod koniec stycznia 2008 roku zespół Newman/Haas/Lanigan Racing ogłosił podpisanie kontraktu z Wilsonem na starty w nowym sezonie Champ Car. Jednak miesiąc później seria Champ Car połączyła się z konkurencyjną Indy Racing League i zespół od nowego sezonu wystartował w połączonej serii określanej jako IndyCar Series. Pierwszy sezon nie był łatwy dla Wilsona, jednak udało mu się raz zdobyć pole position oraz dwukrotnie stanąć na podium, w tym raz na najwyższym stopniu – w Detroit, natomiast w klasyfikacji końcowej sezonu zajął 11. miejsce.
Nie przedłużono z nim kontraktu na sezon 2009 i w tej sytuacji wystartował w barwach zespołu Dale Coyne Racing. Dla swojego nowego zespołu odniósł historyczne pierwsze zwycięstwo w startach w IndyCar. Cały sezon natomiast ukończył na bardzo przyzwoitym jak na możliwości zespołu dziewiątym miejscu.
W sezonie 2010 przeszedł do zespołu Dreyer & Reinbold Racing i zajął 11. miejsce w klasyfikacji nie wygrywając żadnego wyścigu w sezonie. W 2011 kontynuował starty w tym zespole. Jednak podczas treningów przed wyścigiem na torze Mid-Ohio wypadł z trasy i uszkodził sobie jeden z kręgów kręgosłupa, co wykluczyło go ze startów do końca sezonu.
W sezonie 2012 powrócił do zespołu Dale Coyne Racing i odniósł swoje pierwsze zwycięstwo na torze owalnym.

## Wyniki

### Indianapolis 500
| Rok  | Nadwozie | Silnik | Start | Wynik | Uwagi   |
| ---- | -------- | ------ | ----- | ----- | ------- |
| 2008 | Dallara  | Honda  | 16    | 27    | Wypadek |
| 2009 | Dallara  | Honda  | 15    | 23    | Wypadek |
| 2010 | Dallara  | Honda  | 11    | 7     |         |
| 2011 | Dallara  | Honda  | 19    | 16    |         |
| 2012 | Dallara  | Honda  | 21    | 7     |         |
| 2013 | Dallara  | Honda  | 14    | 5     |         |

### Podsumowanie startów
| Sezon     | Seria                   | Zespół                     | Starty | PP | Zwyc. | Punkty | Pozycja |
| --------- | ----------------------- | -------------------------- | ------ | -- | ----- | ------ | ------- |
| 1998      | Formula Palmer Audi     |                            |        |    | 9     |        | 1.      |
| 1999      | Formuła 3000            | Team Astromega             | 10     | 0  | 0     | 2      | 20.     |
| 2000      | Formuła 3000            | Nordic Racing              | 10     | 0  | 0     | 16     | 5.      |
| 2001      | Formuła 3000            | Nordic Racing              | 12     | 2  | 3     | 71     | 1.      |
| 2002      | Telefónica World Series | Racing Engineering         | 18     | 2  | 2     | 171    | 4.      |
| 2003      | Formuła 1               | European Minardi           | 11     | 0  | 0     | 1      | 20.     |
| 2003      | Formuła 1               | Jaguar Racing              | 5      | 0  | 0     | 1      | 20.     |
| 2004      | Champ Car               | Conquest Racing            | 14     | 0  | 0     | 188    | 11.     |
| 2005      | Champ Car               | RuSPORT                    | 13     | 2  | 2     | 265    | 3.      |
| 2006      | Champ Car               | RuSPORT                    | 13     | 2  | 1     | 298    | 2.      |
| 2007      | Champ Car               | RSPORTS/RuSPORT            | 14     | 2  | 1     | 281    | 2.      |
| 2008      | IRL IndyCar Series      | Newman/Haas/Lanigan Racing | 18     | 1  | 1     | 340    | 11.     |
| 2009      | IRL IndyCar Series      | Dale Coyne Racing          | 17     | 0  | 1     | 354    | 9.      |
| 2010      | IRL IndyCar Series      | Dreyer & Reinbold Racing   | 17     | 1  | 0     | 361    | 11.     |
| 2011      | IZOD IndyCar Series     | Dreyer & Reinbold Racing   | 11     | 0  | 0     | 183    | 24.     |
| 2012      | IZOD IndyCar Series     | Dale Coyne Racing          | 15     | 0  | 1     | 278    | 15.     |
| 2013      | IZOD IndyCar Series     | Dale Coyne Racing          | 19     | 0  | 0     | 472    | 6.      |
| 2014      | Verizon IndyCar Series  | Dale Coyne Racing          | 18     | 0  | 0     | 395    | 15.     |
| 2014/2015 | Formuła E               | Andretti Autosport         | 6      | 0  | 0     | 108    | 25.     |